# 密叶草绣球
密叶草绣球（学名：Cardiandra densifolia），为虎耳草科草绣球属下的一个植物种。